# História do design gráfico
A história do design gráfico, enquanto área do conhecimento que investiga a sua evolução, existe mesmo muito antes de haver uma palavra para design. A crença de que a história e a crítica do design são novas áreas de investigação é um engano, segundo o historiador-designer Philip Meggs: "a crítica de design e a (investigação da) sua história já existe desde o século XVI". Meggs faz parte de uma tradição recente de historiadores que concluíram que a forma como se compreende a história do design gráfico não depende da estrutura tradicional da história da arte.

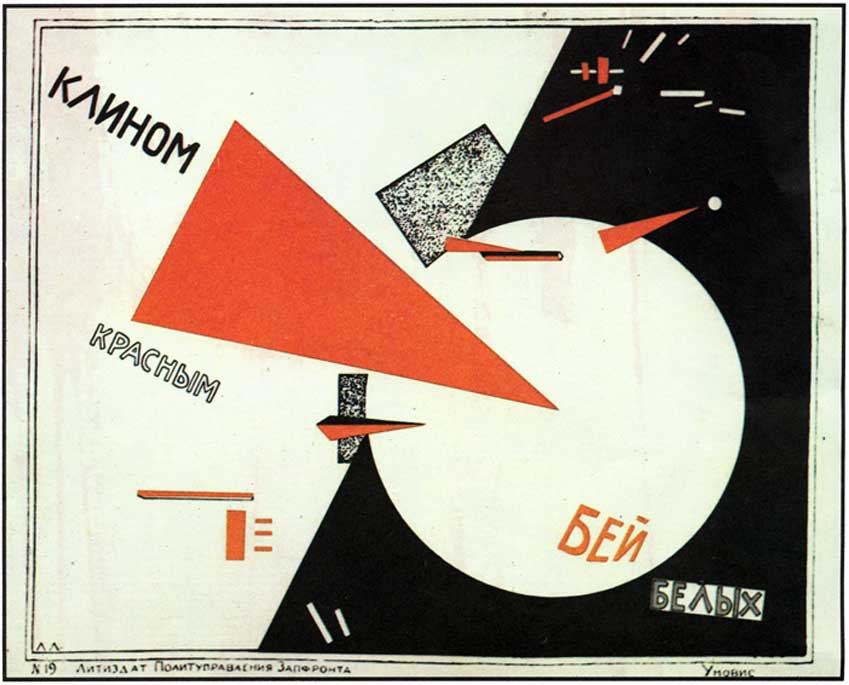
Poster Klinom Krasnim de El Lisitski

Em seu livro A History of Graphic Design, Meggs dá uma introdução esclarecedora para a história do design gráfico:
"Desde a pré-história, as pessoas têm procurado maneiras de representar visualmente ideias e conceitos, guardar conhecimento graficamente, e dar ordem e clareza à informação. Ao longo dos anos essas necessidades têm sido supridas por escribas, impressores e artistas. Não foi até 1922, quando o célebre designer de livros William Addison Dwiggins cunhou o termo "designer gráfico" para descrever as atividades de um indivíduo que traz ordem estrutural e forma à comunicação impressa, que uma profissão emergente recebeu um nome apropriado. No entanto, o designer gráfico contemporâneo é herdeiro de uma ancestralidade célebre." 